# Третий дивизион чемпионата мира по хоккею с шайбой среди юниорских команд 2023
Чемпионат мира по хоккею с шайбой среди юниорских команд 2023 года в III-м дивизионе — спортивное соревнование по хоккею с шайбой под эгидой ИИХФ, которое прошло в 2023 году: в группе А с 12 по 18 марта в Акюрейри (Исландия) и в группе В, с 13 по 16 марта в одной из столиц ЮАР Кейптауне.

## Регламент
По итогам турнира в группе А: команда, занявшая первое место, получит право играть в группе B второго дивизиона чемпионата мира 2024 года, а команда, занявшая последнее место, переходит в группу B.
По итогам турнира в группе B: команда, занявшая первое место, получит право играть в группе А третьего дивизиона чемпионата мира 2024 года.

## Итоги
Группа A
- Израиль
- Люксембург

Группа B
- Новая Зеландия

## Арены
| Исландия                                |                                           | ЮАР |
| Акюрейри                                | Кейптаун                                  |     |
| Ледовый каток Акюрейри Вместимость: 600 | Ледовая арена Грандвест Вместимость: 2800 |     |
|                                         |                                           |     |

## Участвующие команды
В чемпионате примут участие 10 национальных команд — четыре из Азии, три из Европы и по одной из Африки, Австралии и Северной Америки. сборная Таиланда дебютант турнира, остальные — с турнира третьего дивизиона 2022 года. Из второго дивизиона команды не переводились.
Сборные Новой Зеландии и Гонконга снялись с соревнований чемпионата мира 2022 года из-за пандемии COVID-19, но были оставлены на следующий чемпионат.

### Группа A
| Сборная              | Квалификация                                                                  |
| -------------------- | ----------------------------------------------------------------------------- |
| Исландия             | Хозяева, заняла 3-е место в группе А третьего дивизиона в 2022 году           |
| Израиль              | Заняла 4-е место в группе А третьего дивизиона в 2022 году                    |
| Мексика              | Заняла 5-е место в группе А третьего дивизиона в 2022 году                    |
| Турция               | Заняла 6-е место в группе А третьего дивизиона в 2022 году                    |
| Босния и Герцеговина | Заняла 1-е место в группе В третьего дивизиона и поднялась оттуда в 2022 году |
| Люксембург           | Заняла 2-е место в группе В третьего дивизиона и поднялась оттуда в 2022 году |

### Группа B
| Сборная        | Квалификация                                                                   |
| -------------- | ------------------------------------------------------------------------------ |
| Новая Зеландия | Заняла 6-е место в группе А третьего дивизиона и опустилась оттуда в 2019 году |
| Гонконг        | Заняла 2-е место в группе В третьего дивизиона в 2019 году                     |
| ЮАР            | Хозяева, заняла 3-е место в группе В третьего дивизиона в 2022 году            |
| Таиланд        | Участвует впервые                                                              |

## Группа А

### Судьи
В группе A третьего дивизиона приняли участие 4 главных и 7 линейных судей
| Главные судьи - Миха Байт (BAJT Miha) - Рене Йенсен - Роман Мрква - Матс Викстранд | Линейные судьи - Чаба Банди - Максим Цепик - Эндрю Кук - Максимилиан Гатол - Оли Гуннарссон - Синдри Гуннарссон - Расмус Стромберг |

### Таблица
|  | Команда, выходящая в группу B второго дивизиона чемпионата мира 2024 года    |
|  | Команда, переходящая в группу B третьего дивизиона чемпионата мира 2024 года |

| М | Сборная              | И | В | ВО | ПО | П | ШЗ | ШП | РШ  | О  |
| - | -------------------- | - | - | -- | -- | - | -- | -- | --- | -- |
| 1 | Израиль              | 5 | 4 | 0  | 0  | 1 | 39 | 5  | +34 | 12 |
| 2 | Исландия             | 5 | 4 | 0  | 0  | 1 | 36 | 12 | +24 | 12 |
| 3 | Турция               | 5 | 3 | 0  | 0  | 2 | 27 | 15 | +12 | 9  |
| 4 | Мексика              | 5 | 3 | 0  | 0  | 2 | 31 | 16 | +15 | 9  |
| 5 | Босния и Герцеговина | 5 | 1 | 0  | 0  | 4 | 8  | 29 | -21 | 3  |
| 6 | Люксембург           | 5 | 0 | 0  | 0  | 5 | 3  | 67 | -64 | 0  |

### Результаты
Время местное (UTC).
| 12 марта 2023 13:00 | Израиль | 3 : 1 (0:0, 0:1, 3:0) | Турция | Ледовый каток Акюрейри, Акюрейри Зрителей: 35 |

| Отчёт | Отчёт                           | Отчёт                     | Отчёт                      | Отчёт                                                                 |
| --- | ------------------------------- | ------------------------- | -------------------------- | --------------------------------------------------------------------- |
| |                                 |                           |                            |                                                                       |
| | Давид Верховский — 00:00 —60:00 | Вратари                   | 00:00—60:00 — Фуркан Дуран | Судья: Матс Викстранд Линейные судьи: Оли Гуннарссон Расмус Стромберг |
| | Голы:                           |                           |                            | Судья: Матс Викстранд Линейные судьи: Оли Гуннарссон Расмус Стромберг |
| Ник Краймерман — 48:22 (бол.) (Г. Ааронович, Я. Шарон) Леон Шульман — 53:50 (бол.) (Г. Ааронович) Василий Лисов — 55:04 (Н. Краймерман, И. Кернер) | 0:1 :1 2:1 3:1                  | 23:28 — Батурхан Демирхан |                            | Судья: Матс Викстранд Линейные судьи: Оли Гуннарссон Расмус Стромберг |
| |                                 |                           |                            | Судья: Матс Викстранд Линейные судьи: Оли Гуннарссон Расмус Стромберг |
| |                                 |                           |                            | Судья: Матс Викстранд Линейные судьи: Оли Гуннарссон Расмус Стромберг |
| |                                 |                           |                            | Судья: Матс Викстранд Линейные судьи: Оли Гуннарссон Расмус Стромберг |
| 12 мин | Штраф                           | 12 мин                    |                            | Судья: Матс Викстранд Линейные судьи: Оли Гуннарссон Расмус Стромберг |
| |                                 |                           |                            |                                                                       |
| | 29                              | Броски                    | 38                         |                                                                       |

| 12 марта 2023 16:30 | Люксембург | 0 : 6 (0:2, 0:2, 0:2) | Босния и Герцеговина | Ледовый каток Акюрейри, Акюрейри Зрителей: 42 |

| Отчёт  | Отчёт | Отчёт  | Отчёт | Отчёт                                                          |
| ------ | ----- | ------ | ----- | -------------------------------------------------------------- |
|        |       |        |       |                                                                |
|        |       |        |       | Судья: Роман Мрква Линейные судьи: Эндрю Кук Синдри Гуннарссон |
|        |       |        |       |                                                                |
|        |       |        |       |                                                                |
|        |       |        |       |                                                                |
|        |       |        |       |                                                                |
|        |       |        |       |                                                                |
| 10 мин | Штраф | 10 мин |       |                                                                |
|        |       |        |       |                                                                |
|        | 29    | Броски | 31    |                                                                |

| 12 марта 2023 20:00 | Мексика | 3 : 5 (1:1, 2:0, 0:4) | Исландия | Ледовый каток Акюрейри, Акюрейри Зрителей: 523 |

| Отчёт  | Отчёт | Отчёт  | Отчёт | Отчёт                                                    |
| ------ | ----- | ------ | ----- | -------------------------------------------------------- |
|        |       |        |       |                                                          |
|        |       |        |       | Судья: Миха Байт Линейные судьи: Чаба Банди Максим Цепик |
|        |       |        |       |                                                          |
|        |       |        |       |                                                          |
|        |       |        |       |                                                          |
|        |       |        |       |                                                          |
|        |       |        |       |                                                          |
| 18 мин | Штраф | 12 мин |       |                                                          |
|        |       |        |       |                                                          |
|        | 24    | Броски | 40    |                                                          |

| 13 марта 2023 13:00 | Турция | 15 : 1 (2:0, 10:0, 3:1) | Люксембург | Ледовый каток Акюрейри, Акюрейри Зрителей: 15 |

| Отчёт  | Отчёт | Отчёт  | Отчёт | Отчёт                                                   |
| ------ | ----- | ------ | ----- | ------------------------------------------------------- |
|        |       |        |       |                                                         |
|        |       |        |       | Судья: Миха Байт Линейные судьи: Максим Цепик Эндрю Кук |
|        |       |        |       |                                                         |
|        |       |        |       |                                                         |
|        |       |        |       |                                                         |
|        |       |        |       |                                                         |
|        |       |        |       |                                                         |
| 33 мин | Штраф | 10 мин |       |                                                         |
|        |       |        |       |                                                         |
|        | 74    | Броски | 14    |                                                         |

| 13 марта 2023 16:30 | Израиль | 2 : 3 (1:1, 1:2, 0:0) | Мексика | Ледовый каток Акюрейри, Акюрейри Зрителей: 50 |

| Отчёт                                                                | Отчёт                      | Отчёт | Отчёт                                                                     | Отчёт                                                        |
| -------------------------------------------------------------------- | -------------------------- | --- | ------------------------------------------------------------------------- | ------------------------------------------------------------ |
|                                                                      |                            | |                                                                           |                                                              |
|                                                                      | Алон Шпинель — 00:00—59:04 | Вратари | 00:00—27:47 28:25—60:00 — Гарсия Фернандо 27:47—28:25 — Сантьяго Кукураки | Судья: Роман Мрква Линейные судьи: Чаба Банди Оли Гуннарссон |
|                                                                      | Голы:                      | |                                                                           | Судья: Роман Мрква Линейные судьи: Чаба Банди Оли Гуннарссон |
| Лиран Кон — 19:02 (В. Лисов) Гай Ааронович — 31:32 (О. Мосс-Ренделл) | 0:1 :1 1:2 :2 2:3          | 07:17 — Франциско Брисено (Л. Валенсия) 27:47 — Диего Родригез (бол.) (Ф. Брисено, Л. Валенсия) 32:08 — Луис Валенсия (Д. Родригез) |                                                                           | Судья: Роман Мрква Линейные судьи: Чаба Банди Оли Гуннарссон |
|                                                                      |                            | |                                                                           | Судья: Роман Мрква Линейные судьи: Чаба Банди Оли Гуннарссон |
|                                                                      |                            | |                                                                           | Судья: Роман Мрква Линейные судьи: Чаба Банди Оли Гуннарссон |
|                                                                      |                            | |                                                                           | Судья: Роман Мрква Линейные судьи: Чаба Банди Оли Гуннарссон |
| 12 мин                                                               | Штраф                      | 8 мин |                                                                           | Судья: Роман Мрква Линейные судьи: Чаба Банди Оли Гуннарссон |
|                                                                      |                            | |                                                                           |                                                              |
|                                                                      | 45                         | Броски | 31                                                                        |                                                              |

| 13 марта 2023 20:00 | Исландия | 9 : 0 (1:0, 3:0, 5:0) | Босния и Герцеговина | Ледовый каток Акюрейри, Акюрейри Зрителей: 457 |

| Отчёт | Отчёт | Отчёт  | Отчёт | Отчёт                                                                    |
| ----- | ----- | ------ | ----- | ------------------------------------------------------------------------ |
|       |       |        |       |                                                                          |
|       |       |        |       | Судья: Матс Викстранд Линейные судьи: Максимилиан Гатол Расмус Стромберг |
|       |       |        |       |                                                                          |
|       |       |        |       |                                                                          |
|       |       |        |       |                                                                          |
|       |       |        |       |                                                                          |
|       |       |        |       |                                                                          |
| 2 мин | Штраф | 0 мин  |       |                                                                          |
|       |       |        |       |                                                                          |
|       | 63    | Броски | 7     |                                                                          |

| 15 марта 2023 13:00 | Израиль | 18 : 0 (5:0, 6:0, 7:0) | Люксембург | Ледовый каток Акюрейри, Акюрейри Зрителей: 17 |

| Отчёт | Отчёт                                                                            | Отчёт   | Отчёт                                                 | Отчёт                                                         |
| --- | -------------------------------------------------------------------------------- | ------- | ----------------------------------------------------- | ------------------------------------------------------------- |
| |                                                                                  |         |                                                       |                                                               |
| | Алон Шпинель — 00:00—60:00                                                       | Вратари | 00:00—48:21 — Лоран Обери 48:21—60:00 — Себастьян Шон | Судья: Миха Байт Линейные судьи: Чаба Банди Синдри Гуннарссон |
| | Голы:                                                                            |         |                                                       | Судья: Миха Байт Линейные судьи: Чаба Банди Синдри Гуннарссон |
| Гай Ааронович — 03:22 (Д. Муллер) Леон Шульман — 09:05 Яэль Шарон — 10:00 (Д. Муллер, О. Мосс-Ренделл) Гай Ааронович — 13:05 (О. Мосс-Ренделл, Д. Муллер) Ионатан Мельников — 15:32 (Л. Кон) Шон Казинец — 23:20 (Л. Кон) Шон Казинец — 23:20 (Л. Кон, И. Мельников) Ник Огурцин — 26:21 (бол.) (О. Мосс-Ренделл) Ник Огурцин — 29:39 (А. Элькин, Г. Ааронович) Итай Кернер — 36:15 (бол.) (Я. Шарон) Максим Дашанов — 37:50 (И. Парасоль) Ади Риглер — 40:26 (бол.) (Я. Шарон, И. Кернер) Гай Ааронович — 44:33 (мен.) (Н. Краймерман, И. Кернер) Василий Лисов — 47:13 (И. Парасоль, А. Риглер) Яэль Шарон — 49:02 (Д. Муллер, Н. Краймерман) Василий Лисов — 49:28 (Н. Огурцин, А. Риглер) Яэль Шарон — 53:43 (мен.) (Н. Краймерман) Лиран Кон — 59:37 (Н. Краймерман, В. Лисов) | 1:0 2:0 3:0 4:0 5:0 6:0 7:0 8:0 9:0 10:0 11:0 12:0 13:0 14:0 15:0 16:0 17:0 18:0 |         |                                                       | Судья: Миха Байт Линейные судьи: Чаба Банди Синдри Гуннарссон |
| |                                                                                  |         |                                                       | Судья: Миха Байт Линейные судьи: Чаба Банди Синдри Гуннарссон |
| |                                                                                  |         |                                                       | Судья: Миха Байт Линейные судьи: Чаба Банди Синдри Гуннарссон |
| |                                                                                  |         |                                                       | Судья: Миха Байт Линейные судьи: Чаба Банди Синдри Гуннарссон |
| 8 мин | Штраф                                                                            | 12 мин  |                                                       | Судья: Миха Байт Линейные судьи: Чаба Банди Синдри Гуннарссон |
| |                                                                                  |         |                                                       |                                                               |
| | 63                                                                               | Броски  | 20                                                    |                                                               |

| 15 марта 2023 16:30 | Мексика | 7 : 2 (2:0, 2:1, 3:1) | Босния и Герцеговина | Ледовый каток Акюрейри, Акюрейри Зрителей: 35 |

| Отчёт  | Отчёт | Отчёт  | Отчёт | Отчёт                                                             |
| ------ | ----- | ------ | ----- | ----------------------------------------------------------------- |
|        |       |        |       |                                                                   |
|        |       |        |       | Судья: Матс Викстранд Линейные судьи: Максим Цепик Оли Гуннарссон |
|        |       |        |       |                                                                   |
|        |       |        |       |                                                                   |
|        |       |        |       |                                                                   |
|        |       |        |       |                                                                   |
|        |       |        |       |                                                                   |
| 14 мин | Штраф | 8 мин  |       |                                                                   |
|        |       |        |       |                                                                   |
|        | 44    | Броски | 23    |                                                                   |

| 15 марта 2023 20:00 | Исландия | 8 : 4 (3:1, 3:2, 2:1) | Турция | Ледовый каток Акюрейри, Акюрейри Зрителей: 535 |

| Отчёт  | Отчёт | Отчёт  | Отчёт | Отчёт                                                          |
| ------ | ----- | ------ | ----- | -------------------------------------------------------------- |
|        |       |        |       |                                                                |
|        |       |        |       | Судья: Роман Мрква Линейные судьи: Эндрю Кук Максимилиан Гатол |
|        |       |        |       |                                                                |
|        |       |        |       |                                                                |
|        |       |        |       |                                                                |
|        |       |        |       |                                                                |
|        |       |        |       |                                                                |
| 10 мин | Штраф | 14 мин |       |                                                                |
|        |       |        |       |                                                                |
|        | 46    | Броски | 28    |                                                                |

| 16 марта 2023 13:00 | Босния и Герцеговина | 0 : 11 (0:4, 0:3, 0:4) | Израиль | Ледовый каток Акюрейри, Акюрейри Зрителей: 18 |

| Отчёт  | Отчёт                                                    | Отчёт | Отчёт                          | Отчёт                                                          |
| ------ | -------------------------------------------------------- | --- | ------------------------------ | -------------------------------------------------------------- |
|        |                                                          | |                                |                                                                |
|        | Карим Ахметовский — 00:00—40:00 Амор Сачич — 40:00—60:00 | Вратари | 00:00—60:00 — Давид Верховский | Судья: Роман Мрква Линейные судьи: Эндрю Кук Синдри Гуннарссон |
|        | Голы:                                                    | |                                | Судья: Роман Мрква Линейные судьи: Эндрю Кук Синдри Гуннарссон |
|        | 0:1 0:2 0:3 0:3 0:5 0:6 0:7 0:8 0:9 0:10 0:11            | 06:57 — Василий Лисов (Ариэль Элькин) 12:31 — Итай Кернер (мен.) 15:57 — Ян Раскин (Итай Кернер, Нир Сигалов) 17:27 — Гай Ааронович (Ади Риглер, Яэль Шарон) 33:49 — Ян Раскин (Итай Кернер) 35:30 — Ади Риглер (Яэль Шарон, Гай Ааронович) 37:57 — Ариэль Элькин (Василий Лисов, Леон Шульман) 48:05 — Ник Краймерман (бол.) (Леон Шульман, Гай Ааронович) 53:28 — Яэль Шарон (бол.) (Ник Краймерман, Нир Сигалов) 55:03 — Василий Лисов (Ариэль Элькин, Даниэль Муллер) 59:43 — Даниэль Муллер |                                | Судья: Роман Мрква Линейные судьи: Эндрю Кук Синдри Гуннарссон |
|        |                                                          | |                                | Судья: Роман Мрква Линейные судьи: Эндрю Кук Синдри Гуннарссон |
|        |                                                          | |                                | Судья: Роман Мрква Линейные судьи: Эндрю Кук Синдри Гуннарссон |
|        |                                                          | |                                | Судья: Роман Мрква Линейные судьи: Эндрю Кук Синдри Гуннарссон |
| 10 мин | Штраф                                                    | 6 мин |                                | Судья: Роман Мрква Линейные судьи: Эндрю Кук Синдри Гуннарссон |
|        |                                                          | |                                |                                                                |
|        | 21                                                       | Броски | 55                             |                                                                |

| 16 марта 2023 16:30 | Турция | 5 : 3 (2:0, 2:2, 1:1) | Мексика | Ледовый каток Акюрейри, Акюрейри Зрителей: 40 |

| Отчёт  | Отчёт | Отчёт  | Отчёт | Отчёт                                                               |
| ------ | ----- | ------ | ----- | ------------------------------------------------------------------- |
|        |       |        |       |                                                                     |
|        |       |        |       | Судья: Миха Байт Линейные судьи: Максимилиан Гатол Расмус Стромберг |
|        |       |        |       |                                                                     |
|        |       |        |       |                                                                     |
|        |       |        |       |                                                                     |
|        |       |        |       |                                                                     |
|        |       |        |       |                                                                     |
| 12 мин | Штраф | 8 мин  |       |                                                                     |
|        |       |        |       |                                                                     |
|        | 30    | Броски | 27    |                                                                     |

| 16 марта 2023 20:00 | Люксембург | 0 : 13 (0:3, 0:3, 0:7) | Исландия | Ледовый каток Акюрейри, Акюрейри Зрителей: 542 |

| Отчёт  | Отчёт | Отчёт  | Отчёт | Отчёт                                                         |
| ------ | ----- | ------ | ----- | ------------------------------------------------------------- |
|        |       |        |       |                                                               |
|        |       |        |       | Судья: Матс Викстранд Линейные судьи: Чаба Банди Максим Цепик |
|        |       |        |       |                                                               |
|        |       |        |       |                                                               |
|        |       |        |       |                                                               |
|        |       |        |       |                                                               |
|        |       |        |       |                                                               |
| 10 мин | Штраф | 4 мин  |       |                                                               |
|        |       |        |       |                                                               |
|        | 16    | Броски | 59    |                                                               |

| 18 марта 2023 11:00 | Босния и Герцеговина | 0 : 2 (0:0, 0:1, 0:1) | Турция | Ледовый каток Акюрейри, Акюрейри Зрителей: 20 |

| Отчёт | Отчёт | Отчёт  | Отчёт | Отчёт                                                                |
| ----- | ----- | ------ | ----- | -------------------------------------------------------------------- |
|       |       |        |       |                                                                      |
|       |       |        |       | Судья: Матс Викстранд Линейные судьи: Максим Цепик Максимилиан Гатол |
|       |       |        |       |                                                                      |
|       |       |        |       |                                                                      |
|       |       |        |       |                                                                      |
|       |       |        |       |                                                                      |
|       |       |        |       |                                                                      |
| 8 мин | Штраф | 6 мин  |       |                                                                      |
|       |       |        |       |                                                                      |
|       | 21    | Броски | 50    |                                                                      |

| 18 марта 2023 14:30 | Мексика | 15 : 2 (3:1, 5:1, 7:0) | Люксембург | Ледовый каток Акюрейри, Акюрейри Зрителей: 38 |

| Отчёт  | Отчёт | Отчёт  | Отчёт | Отчёт                                                               |
| ------ | ----- | ------ | ----- | ------------------------------------------------------------------- |
|        |       |        |       |                                                                     |
|        |       |        |       | Судья: Роман Мрква Линейные судьи: Оли Гуннарссон Синдри Гуннарссон |
|        |       |        |       |                                                                     |
|        |       |        |       |                                                                     |
|        |       |        |       |                                                                     |
|        |       |        |       |                                                                     |
|        |       |        |       |                                                                     |
| 12 мин | Штраф | 10 мин |       |                                                                     |
|        |       |        |       |                                                                     |
|        | 51    | Броски | 34    |                                                                     |

| 18 марта 2023 18:00 | Исландия | 1 : 5 (0:2, 0:0, 1:3) | Израиль | Ледовый каток Акюрейри, Акюрейри Зрителей: 628 |

| Отчёт                                                                | Отчёт                                 | Отчёт | Отчёт                          | Отчёт                                                       |
| -------------------------------------------------------------------- | ------------------------------------- | --- | ------------------------------ | ----------------------------------------------------------- |
|                                                                      |                                       | |                                |                                                             |
|                                                                      | Торир Аспар — 00:00—58:52 59:06—60:00 | Вратари | 00:00—60:00 — Давид Верховский | Судья: Миха Байт Линейные судьи: Эндрю Кук Расмус Стромберг |
|                                                                      | Голы:                                 | |                                | Судья: Миха Байт Линейные судьи: Эндрю Кук Расмус Стромберг |
| Виктор Мойжишек — 52:42 (мен.) (Хаукур Карвелссон, Гектор Хролфссон) | 0:1 0:2 1:2 1:3 1:4 1:5               | 01:16 — Йонатан Мельников 17:24 — Гай Ааронович (Яэль Шарон, Ади Риглер) 55:38 — Ади Риглер (Яэль Шарон) 59:06 — Лиран Кон (п.в.) 60:00 — Итай Кернер |                                | Судья: Миха Байт Линейные судьи: Эндрю Кук Расмус Стромберг |
|                                                                      |                                       | |                                | Судья: Миха Байт Линейные судьи: Эндрю Кук Расмус Стромберг |
|                                                                      |                                       | |                                | Судья: Миха Байт Линейные судьи: Эндрю Кук Расмус Стромберг |
|                                                                      |                                       | |                                | Судья: Миха Байт Линейные судьи: Эндрю Кук Расмус Стромберг |
| 8 мин                                                                | Штраф                                 | 41 мин |                                | Судья: Миха Байт Линейные судьи: Эндрю Кук Расмус Стромберг |
|                                                                      |                                       | |                                |                                                             |
|                                                                      | 37                                    | Броски | 34                             |                                                             |

### Видео
| Видео                          | Видео                             | Видео                           |
| ------------------------------ | --------------------------------- | ------------------------------- |
| Израиль — Турция               | Люксембург — Босния и Герцеговина | Мексика — Исландия              |
| Турция — Люксембург            | Израиль — Мексика                 | Исландия — Босния и Герцеговина |
| Израиль — Люксембург           | Мексика — Босния и Герцеговина    | Исландия — Турция               |
| Босния и Герцеговина — Израиль | Турция — Мексика                  | Люксембург — Исландия           |
| Босния и Герцеговина — Турция  | Мексика — Люксембург              | Исландия — Израиль              |

## Группа B

### Судьи
В группе B третьего дивизиона приняли участие 3 главных и 5 линейных судей
| Главные судьи - Абдулла Альзидан - Расмус Андерсен - Райвис Ючерс (Raivis Jučers) | Линейные судьи - Ахмед Альфарси - Ричард Баттон - Чхве До-Ён (CHOI Doyeon) - Кан Кю-Сон (KANG Kyuseong) - Моне Мозес |

### Таблица
|  | Команда, выходящая в группу A третьего дивизиона чемпионата мира 2024 года |

| М | Сборная        | И | В | ВО | ПО | П | ШЗ | ШП | РШ  | О |
| - | -------------- | - | - | -- | -- | - | -- | -- | --- | - |
| 1 | Новая Зеландия | 3 | 2 | 0  | 0  | 1 | 15 | 8  | +7  | 6 |
| 2 | Гонконг        | 3 | 2 | 0  | 0  | 1 | 13 | 11 | +2  | 6 |
| 3 | Таиланд        | 3 | 2 | 0  | 0  | 1 | 14 | 9  | +5  | 6 |
| 4 | ЮАР            | 3 | 0 | 0  | 0  | 3 | 4  | 18 | -14 | 0 |

### Результаты
Время местное (UTC+2).
| 13 марта 2023 14:00 | Новая Зеландия | 4 : 2 (3:0, 1:2, 0:0) | Таиланд | Ледовая арена Грандвест, Кейптаун Зрителей: 50 |

| Отчёт  | Отчёт | Отчёт  | Отчёт | Отчёт                                                        |
| ------ | ----- | ------ | ----- | ------------------------------------------------------------ |
|        |       |        |       |                                                              |
|        |       |        |       | Судья: Расмус Андерсен Линейные судьи: Кан Кю-Сон Моне Мозес |
|        |       |        |       |                                                              |
|        |       |        |       |                                                              |
|        |       |        |       |                                                              |
|        |       |        |       |                                                              |
|        |       |        |       |                                                              |
| 14 мин | Штраф | 10 мин |       |                                                              |
|        |       |        |       |                                                              |
|        | 36    | Броски | 30    |                                                              |

| 13 марта 2023 19:00 | ЮАР | 2 : 4 (0:1, 1:0, 1:3) | Гонконг | Ледовая арена Грандвест, Кейптаун Зрителей: 200 |

| Отчёт  | Отчёт | Отчёт  | Отчёт | Отчёт                                                                         |
| ------ | ----- | ------ | ----- | ----------------------------------------------------------------------------- |
|        |       |        |       |                                                                               |
|        |       |        |       | Судьи: Абдулла Альзидан Райвис Ючерс Линейные судьи: Ричард Баттон Чхве До-Ён |
|        |       |        |       |                                                                               |
|        |       |        |       |                                                                               |
|        |       |        |       |                                                                               |
|        |       |        |       |                                                                               |
|        |       |        |       |                                                                               |
| 10 мин | Штраф | 4 мин  |       |                                                                               |
|        |       |        |       |                                                                               |
|        | 15    | Броски | 44    |                                                                               |

| 14 марта 2023 14:00 | Новая Зеландия | 4 : 5 (1:1, 1:2, 2:2) | Гонконг | Ледовая арена Грандвест, Кейптаун Зрителей: 30 |

| Отчёт | Отчёт | Отчёт  | Отчёт | Отчёт                                                         |
| ----- | ----- | ------ | ----- | ------------------------------------------------------------- |
|       |       |        |       |                                                               |
|       |       |        |       | Судья: Абдулла Альзидан Линейные судьи: Чхве До-Ён Моне Мозес |
|       |       |        |       |                                                               |
|       |       |        |       |                                                               |
|       |       |        |       |                                                               |
|       |       |        |       |                                                               |
|       |       |        |       |                                                               |
| 2 мин | Штраф | 26 мин |       |                                                               |
|       |       |        |       |                                                               |
|       | 33    | Броски | 26    |                                                               |

| 14 марта 2023 19:00 | 'Таиланд | 7 : 1 (5:0, 1:1, 1:0) | ЮАР | Ледовая арена Грандвест, Кейптаун Зрителей: 150 |

| Отчёт  | Отчёт | Отчёт  | Отчёт | Отчёт                                                         |
| ------ | ----- | ------ | ----- | ------------------------------------------------------------- |
|        |       |        |       |                                                               |
|        |       |        |       | Судья: Райвис Ючерс Линейные судьи: Ахмед Альфарси Кан Кю-Сон |
|        |       |        |       |                                                               |
|        |       |        |       |                                                               |
|        |       |        |       |                                                               |
|        |       |        |       |                                                               |
|        |       |        |       |                                                               |
| 10 мин | Штраф | 16 мин |       |                                                               |
|        |       |        |       |                                                               |
|        | 45    | Броски | 23    |                                                               |

| 16 марта 2023 14:00 | Гонконг | 4 : 5 (0:0, 2:2, 2:1) | Таиланд | Ледовая арена Грандвест, Кейптаун Зрителей: 50 |

| Отчёт  | Отчёт | Отчёт  | Отчёт | Отчёт                                                        |
| ------ | ----- | ------ | ----- | ------------------------------------------------------------ |
|        |       |        |       |                                                              |
|        |       |        |       | Судья: Райвис Ючерс Линейные судьи: Ричард Баттон Чхве До-Ён |
|        |       |        |       |                                                              |
|        |       |        |       |                                                              |
|        |       |        |       |                                                              |
|        |       |        |       |                                                              |
|        |       |        |       |                                                              |
| 18 мин | Штраф | 14 мин |       |                                                              |
|        |       |        |       |                                                              |
|        | 29    | Броски | 31    |                                                              |

| 16 марта 2023 19:00 | ЮАР | 1 : 7 (0:1, 1:3, 0:3) | Новая Зеландия | Ледовая арена Грандвест, Кейптаун Зрителей: 450 |

| Отчёт  | Отчёт | Отчёт  | Отчёт | Отчёт                                                            |
| ------ | ----- | ------ | ----- | ---------------------------------------------------------------- |
|        |       |        |       |                                                                  |
|        |       |        |       | Судья: Расмус Андерсен Линейные судьи: Ахмед Альфарси Кан Кю-Сон |
|        |       |        |       |                                                                  |
|        |       |        |       |                                                                  |
|        |       |        |       |                                                                  |
|        |       |        |       |                                                                  |
|        |       |        |       |                                                                  |
| 10 мин | Штраф | 10 мин |       |                                                                  |
|        |       |        |       |                                                                  |
|        | 8     | Броски | 60    |                                                                  |